# 자바굵은엄지손가락박쥐
자바굵은엄지손가락박쥐(Glischropus javanus)는 애기박쥐과에 속하는 박쥐의 일종이다. 인도네시아에서 발견된다.

## 특징
작은 박쥐로 몸길이가 40mm, 전완장이 32.7mm이고 꼬리 길이가 40mm이다. 굵은엄지손가락박쥐와 겉모습이 유사하고 배 쪽은 회색을 덜 띠며 이주가 더 넓다.

## 생태
큰 대나무 안에 작은 무리를 지어 은신하는 것으로 추정된다. 먹이는 곤충이다.

## 분포 및 서식지
자와섬 서부 지역의 게데산에서 포획된 두 점의 표본만이 알려져 있다. 해발 900m와 1000m 사이에서 서식한다.